# Deniz Gezmiş
Deniz Gezmiş, né le 28 février 1947 à Ayaş (Ankara, Turquie) et mort pendu le 6 mai 1972 au centre pénitentiaire d'Ankara (Turquie), était un militant révolutionnaire turc, l'un des fondateurs de l'organisation armée THKO (Armée de libération du peuple de Turquie), et devenu une figure emblématique de l'extrême gauche turque.

## Biographie
Deniz Gezmiş est né à Ayaş, une sous-préfecture d'Ankara. Né dans une famille de professeurs, il suit l'école primaire et le collège à Sivas puis le lycée à Istanbul.
C'est pendant ses années de lycée qu'il découvre les idées et les mouvements de gauche.
En 1965, il adhère au Parti du Travail de Turquie (Türkiye İşçi Partisi) à Üsküdar. Deniz est arrêté pour la première fois le 31 août 1966, lors d'une manifestation à Taksim en soutien aux ouvriers de Çorum.

Affiche dédiée à Deniz Gezmiş et faite par DEV-LIS. « Contre les impérialistes, les racistes et les putchistes nous serons, le 1er mai, [comme] une marée. »

Deniz entre à la faculté de droit de l'université d'Istanbul le 7 novembre 1966. Par la suite, le 19 janvier 1967, il est arrêté lors d'une manifestation de la Fédération nationale des étudiants de Turquie (Türkiye Milli Talebe Federasyonu) et jugé le lendemain avec deux de ses deux amis, pour être relâché le jour-même. Lors d'un meeting consacré à la crise chypriote, organisé par des associations étudiantes, il met le feu au drapeau des États-Unis d’Amérique avec Aşık İhsani (tr), ce qui lui vaut une nouvelle arrestation, même s'il est rapidement relâché. Avec Aşık İhsanı, qui étudie dans la même faculté à Istanbul, il fonde le 30 janvier 1968 l'Organisation des juristes révolutionnaires (Devrimci Hukukçular Örgütü).
Le 7 mars 1968, il est arrêté pour avoir participé à une action de protestation contre le discours du ministre d'État Seyfi Öztürk (tr) à la faculté de science pendant le rassemblement de l'AIESEC, et est incarcéré jusqu'au 2 mai. Il est jugé le 30 mai pour avoir manifesté contre la présence de la 6e flotte américaine en mer Égée. Il est acquitté le 20 septembre.
En octobre 1968, avec ses camarades Cihan Alptekin, Mustafa İlker Gürkan, Mustafa Lütfi Kıyıcı, Cevat Ercişli, M. Mehdi Beşpınar, Selahattin Okur, Saim Kurul et Ömer Erim Süerkan, il crée l'Union des étudiants révolutionnaires (Devrimci Öğrenci Birliği). 
Le 1er novembre 1968, l'Union des étudiants révolutionnaires (DÖB), qu'il dirige, lance, en collaboration avec d'autres groupes, comme l'Organisation nationale de la jeunesse de Turquie (Türkiye Milli Gençlik Teşkilatı), l'AÜTB, et le ODTÜÖB, une « marche de Mustafa Kemal pour l'indépendance totale de la Turquie », qui doit rallier Ankara depuis Samsun.
Le 28 novembre 1968, il est arrêté avec ses camarades pour avoir manifesté à l'aéroport de Yeşilköy (actuellement : Atatürk), contre la venue de Robert Komer (en), ambassadeur des États-Unis à Ankara. Le groupe est relâché rapidement. 
En juin 1969, il mène une action d'occupation de la faculté de droit de l'université d'Istanbul, à la suite d'un projet de réforme des universités. Il est blessé lors d'une charge de la police. Un mandat d'arrêt est lancé contre lui. Alors à l'hôpital, il s'enfuit et part pour la Palestine. Il reste en Palestine jusqu'en septembre. Le 1er septembre 1969, il est officiellement exclu de la faculté de droit pour avoir participé à l'occupation de l'université.
Durant sa période de cavale, il envoie des déclarations aux journalistes dans des lieux tenus secrets. Le 23 septembre 1969, alors qu'il se rend à la faculté de droit, il est arrêté par la police sur dénonciation, mais il est relâché le 25 novembre. Après le décès d'un étudiant de gauche, nommé Battal Mehmetoğlu, lors d'une bagarre avec de jeunes militants de droite, la police perquisitionne l'université et y trouve un fusil à lunette. La police inculpe Deniz Gezmiş de possession illégale d'arme à feu et réclame un nouveau mandat d'arrêt. Il est arrêté le 25 décembre 1969 en compagnie de Cihan Alptekin (tr). Les deux camarades sont relâchés neuf mois plus tard, le 18 septembre 1970.
À sa sortie de prison, il est envoyé au service militaire, mais il ne s'y rend pas. Se concentrant sur ses projets de guérilla, il s'éloigne ensuite des mouvements étudiants, et continue ses activités dans d'autres secteurs.

### Création de la THKO (1971)
Deniz Gezmiş, Sinan Cemgil, Hüseyin İnan, Cihan Alptekin (tr), Yusuf Aslan et Alpaslan Özdoğan (tr) fondent en 1971 une organisation clandestine qu'ils nomment Armée de libération du peuple de Turquie (Türkiye Halk Kurtuluş Ordusu). Yusuf Aslan avait précédemment milité au sein de la fédération de la jeunesse révolutionnaire de Turquie (ou Dev-Genç). Ce groupe avait fait l'objet d'une infiltration par un agent américain, Aldrich Ames, qui avait soudoyé une amie et camarade d'études de Deniz Gezmiş pour obtenir des renseignements.
La première action revendiquée par la THKO, à laquelle participe Deniz Gezmiş, est le braquage d'une banque à Ankara le 20 janvier 1971. Le 4 mars 1971, la THKO enlève quatre Américains à Ankara. Ceux-ci seront relâchés par la suite.

### Arrestation et exécution

« Avec le peuple qui se rallie autour de Deniz et qui formera une marée de gens. ».

Trois jours après le coup d'État du 12 mars 1971, Deniz Gezmiş et Yusuf Aslan décident de rejoindre Sivas. Mais, en cours de route, ils s'arrêtent pour réparer leur motocyclette. Ils sont dénoncés. Un affrontement avec les forces de police a lieu à Şarkışla. Yusuf Aslan est arrêté. Deniz Gezmiş parvient à s'échapper mais, arrivé à Gemerek dans la région de Sivas, il est cerné par la police et arrêté à son tour le 16 mars  Ils sont transférés à Kayseri, puis à Ankara.
Le procès de la THKO s'ouvre le 16 juillet 1971 à Altındağ (Ankara). La cour est présidée par le général Ali Elverdi (tr). L'accusation est assurée par le procureur de la République Baki Tuğ (tr). Le procès s'achève le 9 octobre 1971. Deniz Gezmiş, Yusuf Aslan et Hüseyin İnan sont condamnés à la peine capitale.
Les trois inculpés sont pendus le 6 mai 1972, entre 1 heure et 3 heures au centre pénitentiaire d'Ankara. Avant leur exécution, les trois hommes refusent la présence d'un imam.

### Ses derniers souhaits
Différentes versions existent sur les derniers souhaits que Deniz Gezmiş aurait prononcés avant son exécution.
Selon certains, Deniz aurait voulu écouter, en buvant un verre de thé, le Concerto d'Aranjuez de Joaquín Rodrigo. D'autres prétendent qu'il aurait crié, au moment de son exécution, « Vive l'indépendance totale de la Turquie, vive le marxisme-léninisme, vive la fraternité des peuples turc et kurde, vivent les travailleurs et les paysans, À bas l'impérialisme… » et qu'il aurait poussé lui-même le tabouret pour se pendre lui-même. On dit que Hüseyin İnan aurait fait de même.
Deniz aurait aussi souhaité que son avocat assiste à la scène de sa pendaison pour démentir d'hypothétiques rumeurs. Il aurait souhaité que son avocat embrasse un par un tous ses camarades, et il aurait voulu être enterré à côté de son camarade Taylan Özgür mort en 1969. Sa veste, devenue légendaire, est rendue à son père, comme il l'avait demandé.

## La légende littéraire de Deniz Gezmiş
La figure de Deniz Gezmiș est rapidement devenue très populaire dans le milieu de la gauche radicale turque. De nombreux artistes lui ont consacré des chansons et des poèmes. Nombre d'entre eux l'ont fait de manière légèrement voilée, en jouant avec le champ lexical marin, deniz signifiant « la mer » en turc. On peut notamment citer :
- Selda Bağcan : Denizlerin dalgasıyım (« Je suis la vague des mers »)
- Can Yücel : Mare nostrum[5]
- Grup Yol : Denizlerin türküsü (« La chanson des mers »)
- Zülfü Livaneli : Şarkışla
- Zülfü Livaneli : Hoşçakal kardeşim Deniz
- Fevzi Kurtuluş : Deniz'e şikâyet
- Edip Akbayram : Aşk olsun çocuk sana
- Sevinç Hertalay : Ankara'dan bir haber var
- Hüseyin Karakuş : Adı Deniz olmalı
- Grup Yorum : Deniz koydum adını
- Grup Özgürlük : Deniz'e
- Yusuf Hayaloğlu (tr) : Bizim Deniz
- Gundoğdu marşı
- Çilekeş (tr) : Her Deniz

## Films
- Hoşçakal Yarın (1998), réalisé par Reis Çelik (tr)– Berhan Şimşek (tr) joue le rôle de Deniz Gezmiş. Le film se base sur les faits réels.
- Aşk olsun sana çocuk (documentaire) – Barış Koçak (tr) joue le rôle de Deniz Gezmiş.
- Hatırla sevgili (TV) – Barış Koçak joue le rôle de Deniz Gezmiş.
- Bu Kalp seni unutur mu? (TV).
- Le film comique Son Ders: Aşk ve Üniversite (2008) de Mustafa Uğur Yağcıoğlu comporte de nombreuses allusions à la vie de Deniz Gezmiş. Il est notamment mis en scène environ trente secondes, entouré de Yusuf Aslan et de Hüseyin İnan.